# 揖斐厚生病院

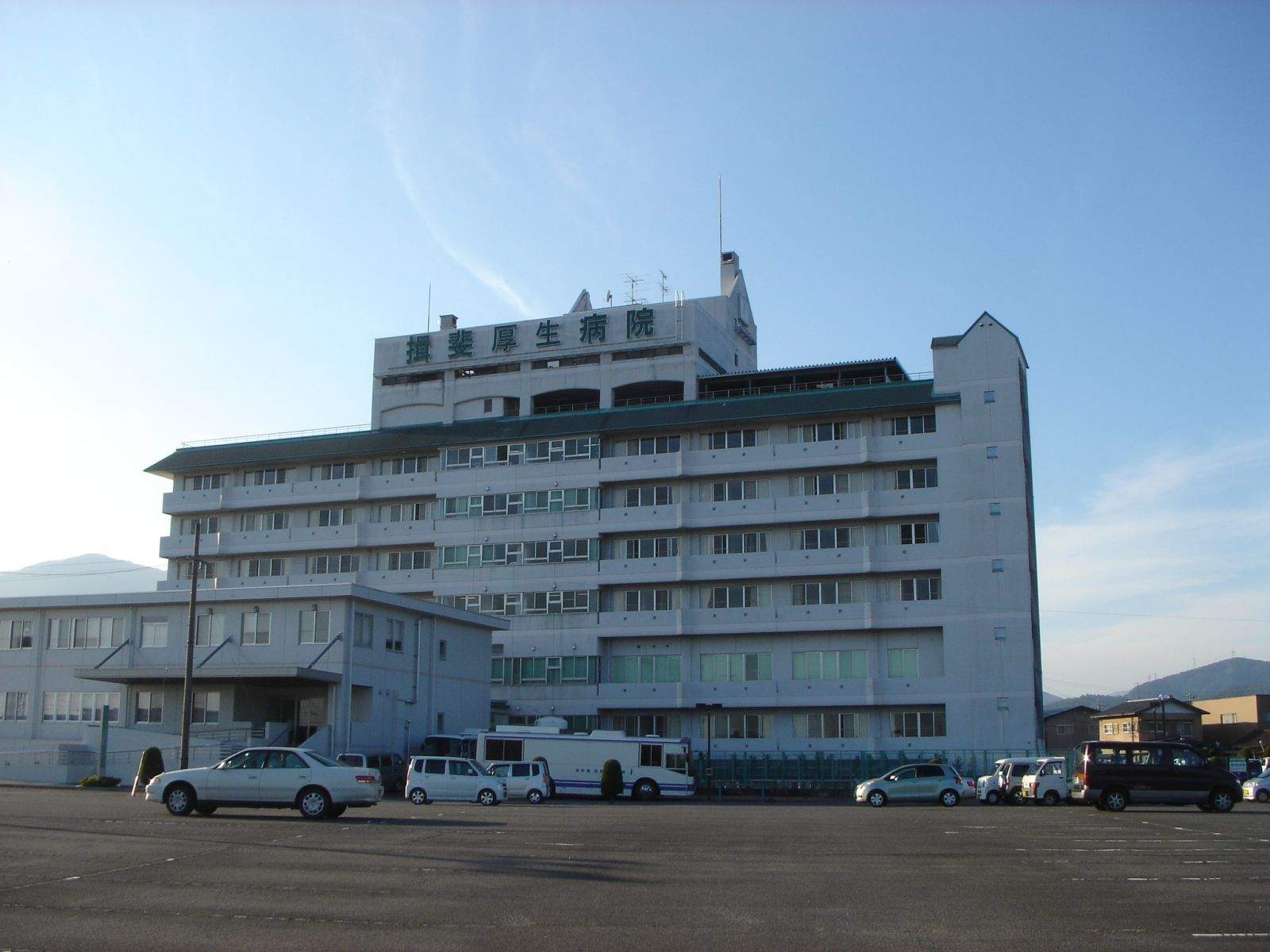
2007年撮影

岐阜県厚生農業協同組合連合会揖斐厚生病院（ぎふけんこうせいのうぎょうきょうどうくみあいれんごうかいいびこうせいびょういん）は、かつて岐阜県揖斐郡揖斐川町にあった、JA岐阜厚生連（岐阜県厚生農業協同組合連合会）が運営する病院である。全国厚生農業協同組合連合会の病院の一つであった。地名より、栄町病院といわれる場合がある。
西美濃厚生病院と統合し病床を再編し、西濃厚生病院を新設することに伴い、2023年（令和5年）9月30日に廃院。電⼦カルテや医療器械等や、⼊院患者は西濃厚生病院に移った。西濃厚生病院は事実上、揖斐厚生病院を新築移転したとも言える。
建物は自治体の揖斐川町が引き継ぎ、地域医療振興協会により「いびがわ診療所」となり、2023年（令和5年）11月1日に開所した。
　

## 沿革
- 1944年（昭和19年）3月：岐阜県農業会により揖斐川町上新町に揖斐診療所を開設。
- 1948年（昭和23年）8月：岐阜県農業会解散と共に岐阜県厚生連が診療所の移管を受ける。
- 1952年（昭和27年）2月：揖斐病院として開設。
- 1985年（昭和60年）6月：揖斐総合病院に改称。
- 2005年（平成17年）2月：揖斐厚生病院に改称。
- 2021年（令和3年）6月：西美濃厚生病院と統合し、2023年10月に西濃厚生病院を揖斐郡大野町に開設することが発表される[3]。
- 2023年（令和3年）
  - 9月30日：閉院。
  - 11月1日：健診センターを改修し、揖斐川町の地域医療振興協会により「いびがわ診療所」が開院[2][4]。

## 診察科
- 内科
- 循環器内科
- 消化器内科
- 精神科
- 神経内科
- 外科
- 乳腺外科
- 脳神経外科
- 整形外科
- 小児科
- 眼科
- 皮膚科
- 泌尿器科
- リハビリテーション科
- 歯科
- 小児歯科
- 矯正歯科
- 歯科口腔外科
- 放射線科
- 婦人科
- 麻酔科
- 耳鼻咽喉科 など

## 施設
敷地面積 2万5936.81㎡
- 訪問看護ステーション
- 健診センター
- 人工透析センター
- 居宅介護支援事業所

## 交通アクセス
- 揖斐川町ふれあいバス揖斐大野線、揖斐川北部線、横蔵線で「揖斐厚生病院」停留所下車、徒歩で約5分。
- 養老鉄道養老線 揖斐駅より徒歩で約30分。